# Charles Antony Richard Hoare
Charles Antony Richard Hoare (n. 11 ianuarie 1934, Colombo, Sri Lanka) este un informatician britanic, celebru pentru inventarea, în 1960, a algoritmului de sortare quicksort, unul dintre cei mai eficienți și mai utilizați algoritmi de sortare. De asemenea, a dezvoltat logica Hoare pentru verificarea corectitudinii programelor, și limbajul formal CSP, folosit pentru descrierea interacțiunilor proceselor concurente (de exemplu, problema filosofilor). A primit, în 1980, Premiul Turing din partea ACM.